# Boston (Indiana)
Boston è un comune (town) degli Stati Uniti d'America della contea di Wayne nello Stato dell'Indiana. La popolazione era di 138 abitanti al censimento del 2010.

## Geografia fisica
Boston è situata a 39°44′30″N 84°51′04″W (39.741571, -84.851098).
Secondo lo United States Census Bureau, ha un'area totale di 0,21 mi² (0,54 km²).

## Storia
Boston deve il suo nome all'omonima capitale del Massachusetts.
Boston originariamente si chiamava New Boston, e sotto quest'ultimo nome fu progettata e mappata nel 1832. Il primo ufficio postale a Boston fu creato nel 1837.

## Società

### Evoluzione demografica
Secondo il censimento del 2010, la popolazione era di 138 abitanti.

### Etnie e minoranze straniere
Secondo il censimento del 2010, la composizione etnica della città era formata dal 97,83% di bianchi, lo 0,72% di nativi americani, l'1,45% di asiatici, e lo 0% di due o più etnie. Ispanici o latinos di qualunque razza erano lo 0% della popolazione.